# Joe Temperley
Joe Temperley, (Lochgelly, 1929. szeptember 20. – Edinburgh, 2016. május 11.) skót szaxofonos, klarinétos.

## Pályafutása
Temperley a skóciai Cowdenbeathben született, és Lochgellyben nőtt fel. Apja buszsofőr volt.
Temperley tizenkétéves koránában először kornetten játszott. Tizennéhégyévesen kezdett szaxofonozni. Hat hónappal később megkapta első állását a glasgow-i Tommy Sampson's Orchestra-ban, ahol korábban már tánczenekarokban játszott. 1957-ben csatlakozott Humphrey Lyttelton londoni együtteséhez, ahol 1965-ig maradt, majd az Egyesült Államokba költözött. Hat hónap múlva felvette Woody Herman, akivel aztán két éven át turnézott.
Fellépett vagy/és felvételeket készített Buddy Rich-csel, Joe Hendersonnal, Duke Pearsonnal, a Jazz Composer's Orchestra-val, a Thad Jones/Mel Lewis Orchestra-val és Clark Terry-vel is. 1974 októberében a Duke Ellington zenekarával turnézott és lemezfelvételeket készített Harry Carney helyén.
Az 1980-as években Temperley a „Broadway Sophisticated Ladies” című műsorban játszott; filmzenéi pedig a Cotton Club, a Biloxi Blues, a Brighton Beach Memoirs, a When Harry Met Sally és a Tune in Tomorrow voltak. Az utóbbi zenéjét Wynton Marsalis szerezte.
Mentora volt a skóciai Fife Youth Jazz Orchestra programnak. A Jazz at Lincoln Center Orchestra tagja volt, és a Juilliard School for Jazz Studies zenekarában is benne volt.
Temperley veseelégtelenségben és rákban halt meg New Yorkban, 86 évesen.

## Lemezeiből
- Just Friends with Jimmy Knepper (1979)
- When You're Smiling with Benny Waters (1981)
- Concerto for Joe (1995)
- Sunbeam and Thundercloud with Dave McKenna (1996)
- With Every Breath (1998)
- Double Duke (1999)
- Live at the Floating Jazz Festival with Kenny Davern (2000)
- Saxploitation with Kathy Stobart (2001)
- Monk with Junior Mance (2003)